# Вольф 940
Вольф 940 (англ. Wolf 940) — двойная звезда в созвездии Водолея на расстоянии приблизительно 40 световых лет (около 12,4 парсек) от Солнца. Возраст звезды оценивается как 3,5-6 млрд лет.
Объект околопланетной массы Вольф 940B открыт группой астрономов обсерваторий UKIRT и Джемини в 2009 году.

## Характеристики
Первый компонент (WDS J21467-0010A) — красный карлик спектрального класса M4V. Видимая звёздная величина звезды — +12,64m. Масса — около 0,304 солнечной, радиус — около 0,311 солнечного. Эффективная температура — около 3200 К.
Второй компонент (Вольф 940B) — коричневый карлик спектрального класса T8,5. Видимая звёздная величина звезды — +18,85m. Масса — около 26 юпитерианских, радиус — около 0,92 юпитерианского. Эффективная температура — около 570 К. Орбитальный период — около 18000 лет. Удалён на 31,6 угловой секунды (400 а.е.).

## Ближайшее окружение звезды
Следующие звёздные системы находятся на расстоянии в пределах 20 световых лет от Вольф 940:
| Звезда     | Спектральный класс | Расстояние, св. лет |
| LP 639-1   | M5 V               | 4,2                 |
| BD+00 4810 | K8-M0,5 V          | 7,0                 |
| LTT 16303  | M V                | 8,2                 |
| HIP 109119 | A2 V               | 9,3                 |
| Вольф 1561 | M4,5 Ve / M 5 Ve   | 9,9                 |
| δ Козерога | A5 IVm / F2 IV?    | 11                  |
| ι Пегаса   | F5 V / G8 V        | 18                  |